# Хэбэй Сюэчи
«Хэбэй Сюэчи» (кит. упр. 河北雪驰) — бывший китайский футбольный клуб, представлявший город Баодин провинции Хэбэй, Китай. Домашние матчи принимал на площадке Народный стадион Баодина вместимостью 13,000 человек.

## История
Команда первоначально создавалась как любительский клуб с названием «Циндао Чжуннэн» (не путать с названием профессионального футбольного клуба «Циндао Чжуннэн», который в этот период назывался Циндао Хайню, перед тем, как финансовая группа Чжуннэн приобрела клуб в 2004 году) в Циндао, провинция Шаньдун в 2003 году и в 2004 сменила название на «Циндао Чанцин». В 2005 году название вновь было изменено на «Циндао Шарк». В том же году они стали чемпионами Суперлиги Циндао, а затем приняли участие в розыгрыше Китайской любительской лиги в Северной группе, где заняли второе место.
В 2006 году команда приняла участие в розыгрыше второй лиги, для чего в качестве главного тренера был назначен бывший игрок национальной сборной Ли Цян. В середине сезона команда переехала в город Баодин, провинция Хэбэй, после чего была переименована в «Хэбэй Сюэчи». По итогам регулярного чемпионата команда финишировала на четвертом месте из девяти в Северной лиге и получила место в плей-офф однако в четвертьфинале клубу «Аньхой Цзюфан». Вскоре после этого команда прекратила существование.

## Изменение названия клуба
- 2003 Циндао Чжуннэн (青岛中能)
- 2004 Циндао Чанцин (青岛长青)
- 2005–2006 Циндао Шарк (青岛海鲨)
- 2006 Хэбэй Сюэчи (河北雪驰)